# Bibliothek des Geistlichen Ministeriums

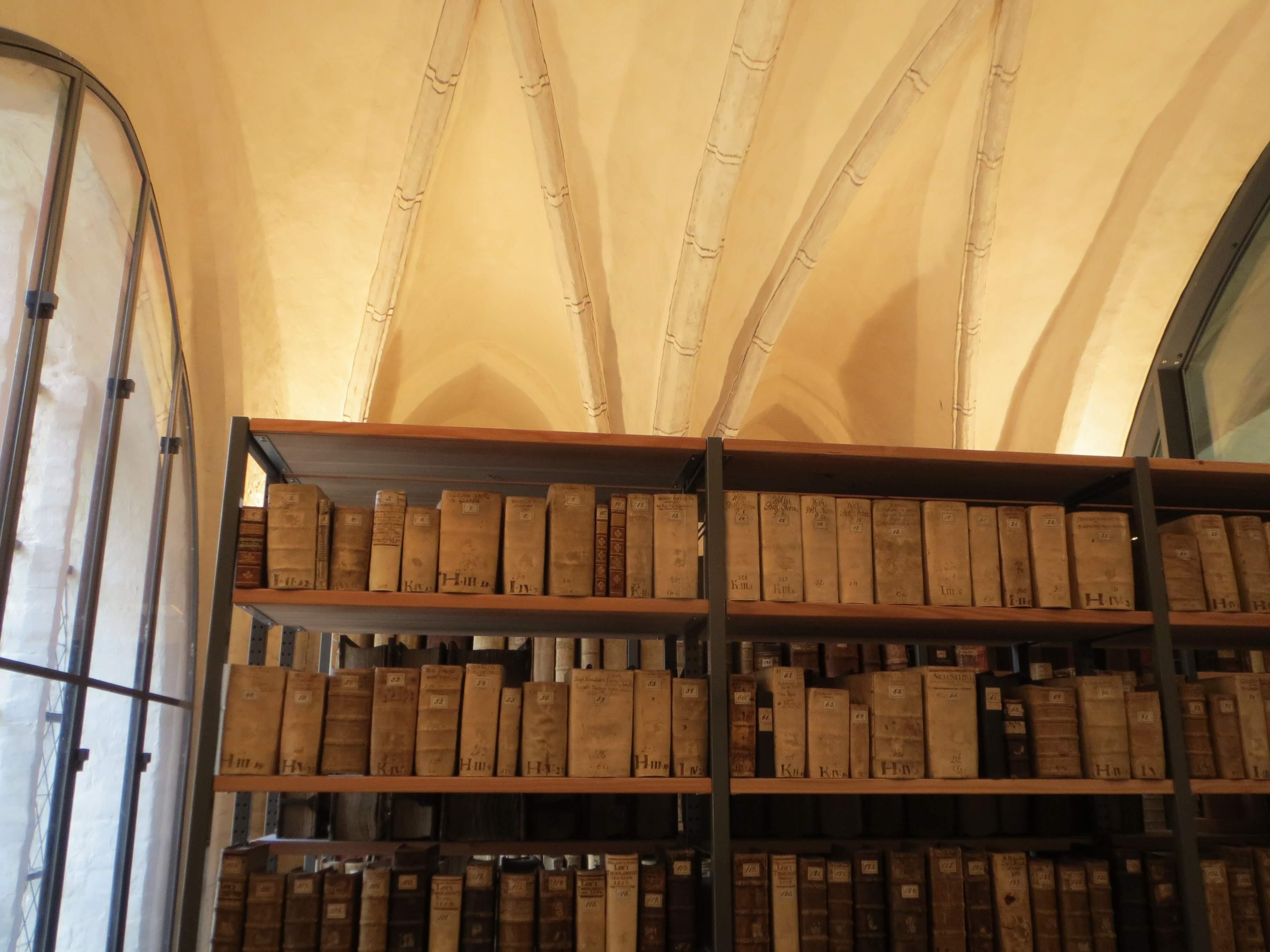
Bibliothek des Geistlichen Ministeriums (2014)

Die Bibliothek des Geistlichen Ministeriums zu Greifswald ist eine Sammlung theologischer Druckwerke und Handschriften aus dem Zeitraum vom 14. bis zum 19. Jahrhundert. Die 1602 aus den älteren Beständen der aufgehobenen Greifswalder Klöster gegründete Bibliothek befindet sich heute im Dom St. Nikolai. Sie umfasst 2399 Schriften in 1844 Büchern, davon 2083 mit theologischem Inhalt.

## Geschichte

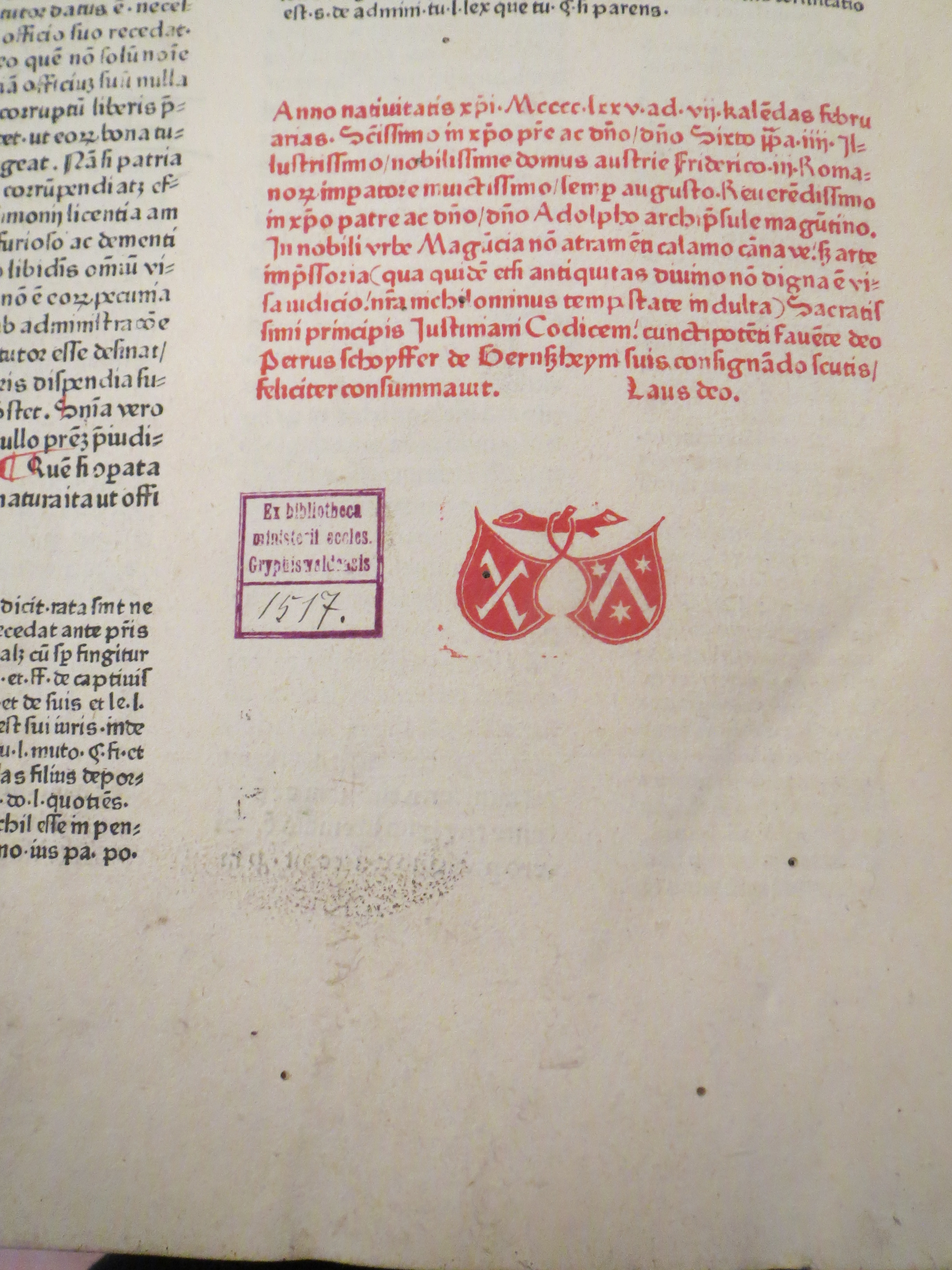
Kolophon des Codex Justinianus, Mainz: Peter Schöffer 1475, mit Druckermarke und Stempel der Bibliothek

Vor der Reformation besaßen die beiden Greifswalder Klöster eigene Bibliotheken. Teile dieser Bibliotheken bestanden aus den Nachlässen von Professoren der Universität Greifswald. So vermachte der Jurist Johannes Meilof seine Büchersammlung dem Dominikanerkloster (Schwarzes Kloster), während der Theologe Otto Brüssow die seinige dem Franziskanerkloster Greifswald (Graues Kloster) hinterließ.
Im Laufe der Einführung der Reformation im Herzogtum Pommern wurden beide Klöster aufgehoben. Der außerordentliche Wert des vorreformatorischen Buchbestandes wurde 1535 in der Pommerschen Kirchenordnung von Johannes Bugenhagen gewürdigt. Gleichzeitig wurde darin die Absicht bekundet, eine Bibliothek an einem zentralen Ort zu gründen. Der Bücherbestand des Dominikanerklosters wurde wahrscheinlich vor 1545 in die Marienkirche gebracht. Dort wurde er um die inzwischen erworbenen Schriften Martin Luthers erweitert.
Herzog Philipp I. drängte im Visitationrezeß von 1558 erneut auf die Einrichtung einer zentralen Bibliothek. Im selben Jahr wurden die Bücher aus der Marienkirche ins Franziskanerkloster verlegt, so dass beide Sammlungen erstmals gemeinsam aufbewahrt wurden. Da die Stadt ab 1566 im Grauen Kloster eine Armenanstalt einrichtete, wurde ein Teil der Bücher wieder in die Marienkirche ausgelagert. Jahrzehntelange Verhandlungen zwischen den Greifenherzögen und dem Rat der Stadt, bei denen es vor allem um die Nutzung der Räume und die Kosten ging, brachten erst nach der Gründung eines Geistlichen Ministeriums Fortschritte.
Ab 1599 wurde der Bücherbestand aus dem Grauen Kloster inventarisiert und bis 1602 in den Dom St. Nikolai gebracht. Im Dom gab es bereits eine von Magister Petrus Sager angelegte Kirchenbibliothek. Aus der Marienkirche wurde der überwiegende Teil der Bücher dazugeholt. Als Gründungsdokument der Bibliothek gilt das Verzeichnis mit dem Titel Inventarium Bibliothecae Ecclesisticae aus dem Jahr 1602.

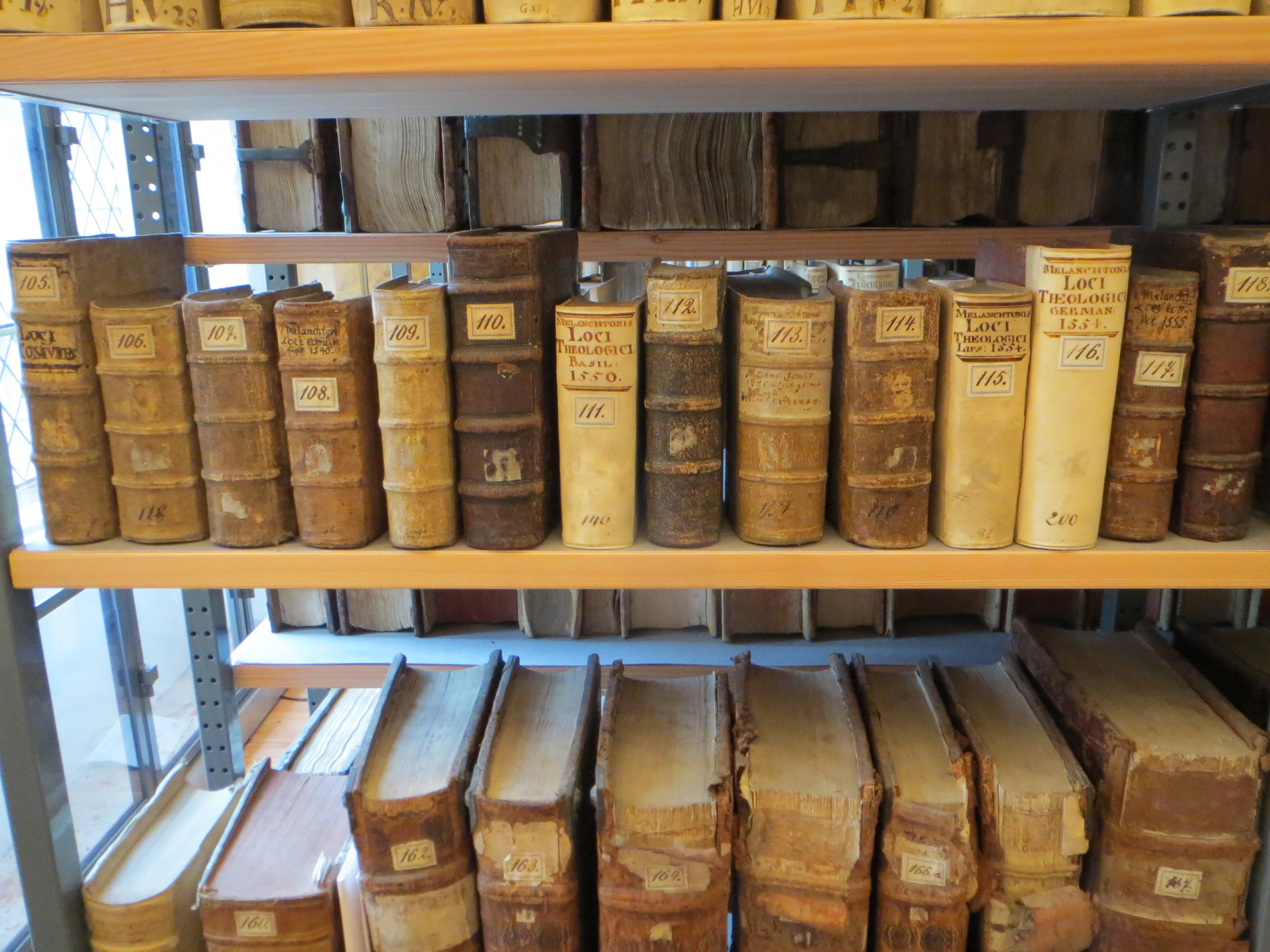
Verschiedene Ausgaben von Philipp Melanchthons Loci communes

In den folgenden Jahren bis 1616 wurde der Buchbestand durch den Ankauf verschiedener geistlicher Literatur deutlich vergrößert. Dazu konnte auf bedeutende Mittel aus den Spenden der Gemeindemitglieder zurückgegriffen werden. Später wurde der Bücherkauf aus den Abgaben der zu ordinierenden Pfarrer und den Bußgelder zur Abgeltung bei Verstößen gegen das Kirchenrecht gestützt. Neben Werken der Kirchenväter und der Reformatoren Martin Luther und Johannes Calvin wurden exegetische und dogmatische Schriften erworben. Bis 1755 standen die Bücher über
der Sakristei, dann kamen sie auf die damals offene Empore auf der Ostseite. 
In der zweiten Hälfte des 17. Jahrhunderts wurde der Buchbestand aus den Nachlässen der Generalsuperintendenten Mövius Völschow (1588–1650) und Matthäus Tabbert (1625–1675) vermehrt. Größere exegetische Schriften wurden wieder ab 1684 erworben. Der Theologieprofessor Georg Brockmann (1723–1800), der als Diakon an St. Nikolai für die Bibliothek verantwortlich war, schenkte dieser 359 Bücher seiner persönlichen Sammlung aus dem 16. und 17. Jahrhundert und verfasste ein alphabetisch geordnetes Verzeichnis des Bestandes. Diedrich Hermann Biederstedt (1762–1824) hinterließ neben eigenen Schriften eine Sammlung von Predigten und Kasualreden. Mit dem Journal für Prediger (1770–1820) und der Allgemeinen Kirchenzeitung (1822–1854) wurden der Bibliothek im 19. Jahrhundert nur um wenige Schriften erweitert. Die Ausgabe der Allgemeinen Kirchenzeitung von 1854 mit der Inventarnummer 1844 ist die jüngste Schrift der Bibliothek.
Theodor Pyl veröffentlichte 1865 ein Verzeichnis der von ihm in der Bibliothek erfassten Handschriften. Anfang des 20. Jahrhunderts setzte der damalige Diakon am Greifswalder Dom, Robert Lühders, diese Arbeit fort. 1942 wurde die Bibliothek in eine Stahlkammer im Keller in der Langen Straße 36 ausgelagert, wo sie den Zweiten Weltkrieg und die Öffnung der Kammer durch die Rote Armee ohne Schaden überstand. In den 1980er Jahren kam die Bibliothek für mehrere Jahre nach Gristow, während der Dom bis 1989 mit staatlicher Unterstützung saniert wurde.
Ab 1991 waren die Bücher zurück auf der inzwischen geschlossenen Ostempore, was jedoch nicht öffentlich bekannt war. Nach der Erschließung der Inkunabeln in den Jahren 1995 bis 1997 wurde von 2002 bis 2006 an der Staatsbibliothek zu Berlin in Zusammenarbeit mit der „Zentralredaktion mittelalterlicher Handschriftenkataloge“ die Aufnahme der mittelalterlichen Handschriften der Bibliothek des Geistlichen Ministeriums und der Universitätsbibliothek Greifswald in die Onlinedatenbank Manuscripta Mediaevalia durchgeführt. Dabei erfolgte eine wissenschaftliche Neubeschreibung.
In den Jahren 2010 und 2011 erfolgte die bauliche Instandsetzung und Restaurierung des alten Bibliotheksraumes über der Sakristei. Am 19. Januar 2012 konnte die Bibliothek an ihrem historischen Standort wiedereröffnet werden.